# 飯坂友佳子オリジナルアルバム YUKAKO・LAND
「飯坂友佳子オリジナルアルバム YUKAKO・LAND」（いいさかゆかこオリジナルアルバム ゆかこ・ランド）は、飯坂友佳子のオリジナルミニ・アルバム。1993年9月17日にポニーキャニオンから発売された。

## 概要
漫画家・飯坂友佳子の原作漫画『バトルガール藍』、『ヴァンプに薔薇薔薇』、『学園快盗トライアングル』、『今夜は月光少年』のイメージテーマ全5曲が収録された。
また、『バンパイアシリーズ』より書き下ろしCDドラマ「危機一髪バンパイア」と2曲イメージテーマも収録されている。
ジャケットイラストは飯坂友佳子が描き下ろし。特典ミラー付き。

## 収録曲
1. 恋は素敵なバトル 〜[バトルガール藍] [4:21]
歌：河合夕子
作詞：長沢有起 - 作曲・編曲：新井理生
2. THE VAMP WITH ROSE & ROSE 〜[ヴァンプに薔薇薔薇] [4:11]
作曲・編曲：新野良太
3. 大好きがとまらない 〜[学園快盗トライアングル] [3:55]
歌：須藤まゆみ
作詞：六ツ見純代 - 作曲・編曲：新野良太
4. ヘリオスを奪え! 〜[学園快盗トライアングル] [3:26]
作曲・編曲：田中友晴
5. DEAR MY MOONLIGHT KID 〜[今夜は月光少年] [4:11]
歌：中山みさ
作詞：飯坂友佳子 - 作曲・編曲：新井理生
6. バンパイア☆BOY 〜[バンパイアシリーズ] [3:45]
作曲・編曲：田中友晴
7. 目指すはハッピーエンド 〜[バンパイアシリーズ] [3:11]
歌：久川綾
作詞：長沢里江 - 作曲・編曲：新井理生 - コーラス：中山みさ
8. Sound Theater - 危機一髪バンパイア (前) 〜[バンパイア☆ばんぱいあ] [13:48]
9. Sound Theater - 危機一髪バンパイア (後) 〜[バンパイア☆ばんぱいあ] [19:20]
原作：飯坂友佳子 - 脚本：滝本正至 - 音楽：早川太海

## キャスト
- 不破夏樹（ふわ なつき） - 松本保典
- 響（ひびき） - 矢尾一樹
- 矢萩比奈（やはぎ ひな） - 久川綾
- 愛理（あいり） - 横山智佐
- アルカード - 塩沢兼人